# Ana Flávia Azinheira
Ana Flávia Azinheira (Maputo, 8 de fevereiro de 1977), é uma política e ex-jogadora de basquetebol, que atualmente ocupa o cargo de vice-ministra da Juventude e Desportos. Foi jogadora de basquetebol durante vinte e cinco anos. Fez o mestrado em saúde pública, licenciou-se em medicina veterinária na Universidade Eduardo Mondlane, e obteve o bacharelato em negócios internacionais nos Estados Unidos.

## Carreira de basquetebol[2]
Em 2001 foi campeã africana pela Académica. Em 2006 foi eleita a jogadora mais valiosa de África. Em 2014 integrou de atletas que representou Moçambique, pela primeira vez num mundial de basquetebol.